# Barry Schwartz

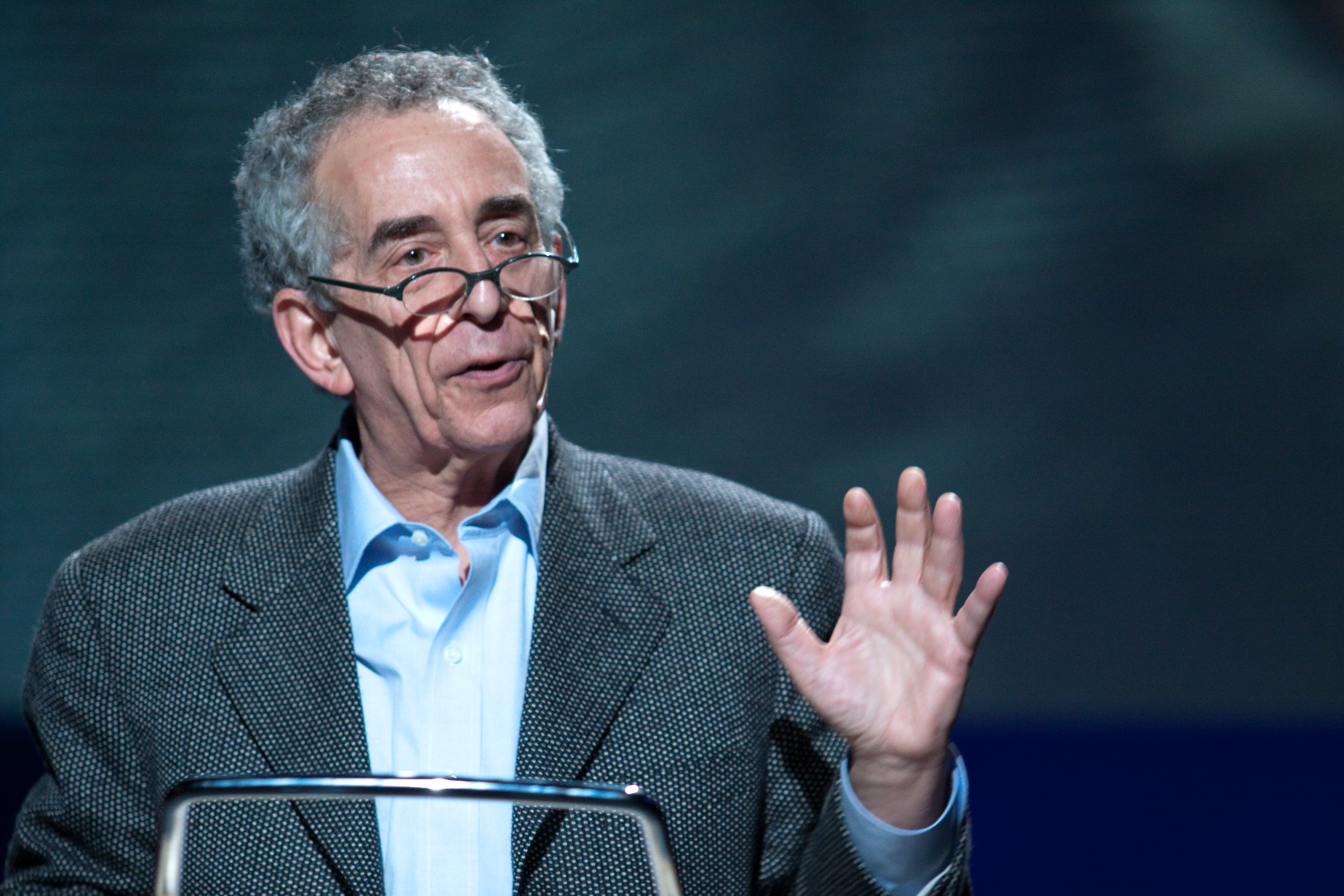
Barry Schwartz (2009)

Barry Schwartz (* 15. August 1946) ist ein US-amerikanischer Psychologe und Hochschullehrer.

## Leben
Schwartz hat einen Bachelor of Arts der New York University (1968) und einen Ph.D. der University of Pennsylvania (1971). Danach unterrichtete er durchgehend am Swarthmore College (Assistant Professor 1971, Associate Professor 1976, Full Professor 1983, Dorwin Cartwright Professor 1994).
Sein Hauptinteresse ist das Paradox of choice, wonach mehr Auswahlmöglichkeiten den Konsumentennutzen nicht erhöhen, sondern reduzieren können. Ein Überangebot könne mehr Stress verursachen als Knappheit; zu viele Wahlmöglichkeiten lähmten paradoxerweise die Freiheit der Konsumenten.

## Veröffentlichte Bücher
Neben zahlreichen wissenschaftlichen und populären Artikeln hat er folgende Bücher veröffentlicht:
- Why We Work. Simon & Schuster, New York 2015, ISBN 978-1-4711-4181-2 (englisch).
  - Warum wir arbeiten. Frankfurt am Main 2016, ISBN 978-3-10-403623-6.
- mit Kenneth Sharp: Practical Wisdom. Riverhead Hardcover, New York 2010, ISBN 978-1-59448-783-5 (englisch).
- mit Will Wilkinson, Ruut Veenhoven, Darrin McMahon: Are We Happy Yet? Happiness in an Age of Abundance. Hrsg.: Jason Kuznicki. Cato Institute, 2007 (englisch).
- The Paradox of Choice: Why More Is Less. Ecco, 2004, ISBN 978-0-06-000568-9 (englisch).
- mit Steven J. Robbins, Edward A. Wasserman: Psychology of Learning and Behavior. 5. Auflage. Norton & Company, 2001, ISBN 978-0-393-97591-8 (englisch).
- The Costs of Living: How Market Freedom Erodes the Best Things in Life. Xlibris, 2001, ISBN 978-0-7388-5251-5 (englisch).
- The battle for human nature: Science, morality, and modern life. Norton & Company, New York 1987, ISBN 978-0-393-02319-0 (englisch).
- mit Hugh Lacey: Behaviorism, Science, and Human Nature. Norton & Company, 1982, ISBN 978-0-393-95197-4 (englisch).